# Mogens Hermansen
Mogens Hermansen (født 2. februar 1931 i København - 30. august 2021) var en dansk skuespiller. 
Hermansen blev uddannet fra Det Ny Teaters Elevskole.

## Filmografi
- En sømand går i land (1954)
- Tre finder en kro (1955)
- Det lille hotel (1958)
- Paw (1959)
- Den sidste vinter (1960)
- Soldaterkammerater på efterårsmanøvre (1961)
- Sorte Shara – Alarm i Østersøen (1961)
- Støv for alle pengene (1963)
- Alt for kvinden (Greven på Liljenborg) (1964)
- Tandlæge på sengekanten (1971)
- Livsens Ondskab (tv-serie, 1972)
- Romantik på sengekanten (1973)
- Skipper & Co. (1974)
- Terror (1977)